# Asociación Madres Víctimas de Trata
Asociación Madres Víctimas de Trata es una organización argentina sin fines de lucro conformada por un grupo de madres de niñas desaparecidas para ser prostituidas. Se trata de una agrupación de madres argentinas cuyas hijas fueron captadas y secuestradas por redes de explotación sexual. El objetivo de la asociación es  terminar con la trata en la Argentina y luchar por el abolicionismo de la prostitución.  Las madres se visten de rojo y realizan rondas un miércoles por mes en la Plaza de Mayo pidiendo la aparición de sus hijas y que el estado se haga responsable. En 1991, las madres comenzaron a buscar encontrarse con otras mujeres que estén en la misma búsqueda de sus hijas desaparecidas para luchar juntas contra la explotación sexual y la trata de mujeres, y poder pensar juntas qué acciones tomar para encontrar y recuperar a sus hijas.  En 2015 se constituyeron en una ONG autogestionada.
Su fundadora, Margarita Meira, recibió el 2018 del Premio Internacional La Donna dell´Anno (Premio Mujer del Año) en Italia por su trabajo contra la explotación sexual de las niñas y mujeres. Su libro Margarita y la Anaconda es un relato autobiográfico de esa lucha. La organización se ocupa de realizar denuncias de chicas desaparecidas  y reclamar al Estado, brindar apoyo jurídico y contención emocional a las familias y ayudar a mujeres y niñas rescatadas. La organización ha logrado rescatar a decenas de chicas secuestradas contra su voluntad en prostíbulos de la Argentina.